# Hampsonodes bicornuta
Hampsonodes bicornuta là một loài bướm đêm trong họ Noctuidae.